# Falaise de verre
La falaise de verre (en anglais glass cliff) est le processus par lequel des organisations en crise sont davantage portées à faire appel à des femmes aux postes de direction qu'en temps normal ,.

## Historique
Le concept de glass cliff vient d'une enquête menée par deux chercheurs britanniques, Michelle Ryan et Alexander Haslam, en 2005. Cette étude montre que l'accession au pouvoir de dirigeantes en période de crise se double alors souvent d'un défi professionnel plus relevé et d'un risque accru d'échec du fait de la situation des entreprises dont elles prennent la direction,. 

## Exemples politiques
- En 1993, le Parti progressiste-conservateur du Canada, confronté à de faibles cotes d'approbation et à une perte presque assurée lors des prochaines élections générales, élit Kim Campbell, alors ministre de la Défense, pour remplacer Brian Mulroney à sa tête. L'élection inflige aux progressistes-conservateurs l'une des défaites les plus dévastatrices de l'histoire du Canada, les réduisant de 156 sièges à 2[5].
- En 2010, Dilma Rousseff est nommée candidate à la présidence du Brésil par le parti des travailleurs alors qu'il fait l'objet d'une enquête de la police fédérale pour des allégations de corruption. Elle remporte les élections et plus tard, en 2014, la réélection. Elle est ensuite destituée en 2016.
- En 2016, Theresa May devient chef du Parti conservateur et Premier ministre du Royaume-Uni peu de temps après qu'un résultat de référendum pour quitter l'Union européenne fasse chuter la valeur de la livre à des niveaux jamais vus depuis plus de 30 ans[6].
- En 2019, Sophie Wilmès devient la première femme Premier ministre de Belgique, pendant la crise du coronavirus.
- En 2020, Agnès Buzyn remplace Benjamin Griveaux comme candidate La République en marche à la mairie de Paris, après la révélation des photos explicites du candidat initial.
- En 2020, Chrystia Freeland est nommée première femme ministre fédérale des Finances du Canada pendant la crise économique causée par la pandémie de COVID-19[7]. Sa nomination au poste de ministre des Finances est le résultat direct du scandale WE Charity de l'ancien ministre Bill Morneau.
- En 2021, Kamala Harris est sollicitée pour diriger la réponse aux défis à la frontière sud des États-Unis, qui a toujours été un problème important et polarisé dans la politique américaine[8].
- En 2022, Liz Truss devient Premier ministre du Royaume-Uni, à la suite de la démission de Boris Johnson en raison de problèmes d'éthique. Elle démissionne après 44 jours de mandat, le mandat le plus court de tous les premiers ministres de l'histoire britannique[9]. Pendant son mandat, le Royaume-Uni se remet encore d'une multitude de crises, notamment la pandémie de COVID-19, l'invasion russe de l'Ukraine, la sortie de l'Union européenne et une crise économique en cours[10].